# زمستان آتش‌فشانی ۵۳۶ میلادی
شرایط حاد آب و هوایی ۵۳۵-۵۳۶ شدیدترین و دنباله‌دارترین دوره کوتاه مدت سردی آب و هوا در نیمکره شمالی در ۲۰۰۰ سال گذشته بوده است. گمان می رود این پدیده در اثر گرد و غبار گسترده جوی، احتمالاً در اثر فوران آتشفشانی بزرگی در مناطق استوایی و یا ایسلند، به‌وجود آمده باشد. تاثیراتش گسترده بود و باعث آب و هوای غیر عادی، کمبود محصولات کشاورزی و قحطی جهانی شد.

## شواهد مستند
تاریخ‌نگار بیزانسی پروکوپیوس در ۵۳۶ میلادی گزارش خود از جنگ با وندالها را ثبت کرده است: "در طی این سال وحشتناکترین نشانه ها اتفاق افتاد. زیرا خورشید نور خود را بدون هیچ گونه درخششی می تاباند .... تاحد زیادی اینطور به نظر می رسید که انگار خورشید در حال کسوف است چون پرتوهایی که می تابید آشکار نبود."
در ۵۳۸ میلادی دولتمرد رومی کاسیودوروس هم گفته که نور خورشید ضعیف بود و محصولی به بار نیامد.
میکائیل سریانی (۱۱۲۶-۱۱۹۹) پاتریارک کلیسای ارتدوکس سریانی ثبت کرده که در دروان ژوستینین دوم، خورشید برای یکسال و نیم به سردی می تابید.
سالنامه گالیکی ایرلندی وقایع زیر را ثبت کرده:
- کمبود نان در سال ۵۳۶ میلادی - سالنامه اولستر
- کمبود نان در سالهای ۵۳۶-۵۳۹- سالنامه اینسفالن

پدیده های بیشتری هم در شماری از منابع مستقل گزارش شده است:
- دمای پایین حتی در میانه تابستان (گزارش شده که در ماه اوت در چین برف باریده که باعث تاخیر در برداشت محصول شده است.)
- خرابی گسترده محصولات
- مه ای غلیظ و خشک در خاور میانه، چین و اروپا
- خشکسالی در پرو که فرهنگ موچه را تحت تاثیر قرارداد.

منابع دیگری هم در مورد وقایع این دوران موجود است.